# Histoire des écoles d'ingénieurs françaises
L'Histoire des écoles d'ingénieurs françaises remonte au moins à la création des premières écoles d'ingénieurs, au xvie siècle.
Les ingénieurs étaient à l'origine des architectes chargés de concevoir et de réaliser les ouvrages militaires de défense, de passage, de transport, de villégiature ou d'attaque. C'est ainsi que l'on trouve chez l'architecte romain Vitruve et chez Léonard de Vinci à la Renaissance des ouvrages et des machines de guerre.
Les deux fonctions d'architecte civil et militaire se dédoublent au XVIe siècle, faisant apparaître une formation spécifique des ingénieurs. Les plus anciennes écoles royales d'ingénieurs en France répondaient aux besoins du génie militaire, du génie rural et aux grands corps de l'État chargés des ressources stratégiques (voies de circulation, ressources en eaux, bois, charbon et autres minerais). Il en résulte une première génération d'écoles de service public.
Les première écoles d'ingénieurs sont l'École des ingénieurs-constructeurs des vaisseaux royaux (aujourd'hui ENSTA), fondée en 1741, et l'École royale des ponts et chaussées (aujourd'hui École des Ponts), fondée en 1747.
Les activités des sociétés savantes et des cours municipaux de sciences et techniques se développent dans plusieurs villes de France au début du XIXe siècle (Paris, Lille, Lyon, Grenoble, Mulhouse, Strasbourg) et conduisent aux premières écoles répondant à un besoin spécifique de l'industrie civile à partir de 1829.
L'évolution des formations d'ingénieurs vers les besoins de l'industrie est précisée par la Conférence des directeurs des écoles françaises d'ingénieurs
La seconde moitié du XIXe siècle voit se développer des écoles qui suivirent l'essor de l'industrie spécialisée, en particulier de la chimie. La fin du XIXe siècle voit apparaître les écoles spécialisées dans les domaines associés à l'électricité.

## Première génération des écoles de service public - «Grandes Écoles»
- 1571 : Collège maritime des Accoules (École nationale de la marine marchande de Marseille)
- 1666 : Écoles royales d'hydrographie du Havre (École nationale de la marine marchande)
- 1672 : Écoles royales d'hydrographie de Nantes (École nationale de la marine marchande)
- 1673 : Écoles royales d'hydrographie de Saint-Malo (École nationale de la marine marchande);
- 1679 : École d'application de l'artillerie de Douai;
- 1720 : Écoles royales d'artillerie de la Fère, Metz, Strasbourg, Grenoble, Perpignan, Valence, Douai, Auxonne, Besançon;
- 1741 : École des ingénieurs-constructeurs des vaisseaux royaux (ENSTA ParisTech);
- 1747 : École royale des ponts et chaussées (École des Ponts ParisTech);
- 1748 : École royale du génie de Mézières;
- 1767 : Écoles royales d'hydrographie de Dieppe (École nationale de la marine marchande);
- 1779 : École de Brienne;
- 1780 : École militaire (Collège royal militaire)
- 1780 : Écoles d'Arts et Métiers (Arts et Métiers ParisTech)[Note 1].
- 1783 : École nationale supérieure des mines de Paris (Mines ParisTech)
- 1791 : École d'application de l'artillerie de Châlons-en-Champagne
- 1794 : Conservatoire national des arts et métiers
- 1794 : École centrale des travaux publics (École polytechnique)
- 1794 : École d'application de l'artillerie et du génie
- 1802 : École spéciale militaire (École spéciale militaire de Saint-Cyr)
- 1816 : École nationale supérieure des mines de Saint-Étienne
- 1819 : Écoles de maistrance  (ENSTA Bretagne)
- 1824 : École nationale des eaux et forêts de  Nancy (AgroParisTech)
- 1826 : École nationale supérieure d'agronomie de Grignon (AgroParisTech)
- 1830 : École navale
- 1842 : École nationale supérieure d'agronomie de Montpellier (Montpellier SupAgro)
- 1843 : École nationale supérieure des mines d'Alès
- 1848 : Institut national agronomique (AgroParisTech)
- 1878 : École nationale supérieure des mines de Douai

## Les premières écoles d'ingénieurs pour l'industrie
- 1829 : École centrale des arts et manufactures (École centrale Paris)
- 1854 : École supérieure agricole (Unilasalle)
- 1854 : École des arts industriels et des mines (École centrale de Lille)
- 1854 : École professionnelle de Mulhouse (École nationale supérieure de chimie de Mulhouse)
- 1857 : École centrale lyonnaise pour l'Industrie et le Commerce (École centrale de Lyon)
- 1861 : École théorique et pratique de tissage mécanique (ENSISA)

## L'essor des écoles spécialisées
- 1862 : École de pilotage ouest de la Marine Nationale
- 1878 : École supérieure de télégraphie (Télécom ParisTech)
- 1878 : École d'application des poudres et salpêtres (ENSTA ParisTech)
- 1882 : École supérieure de physique et de chimie industrielles de la ville de Paris (ESPCI ParisTech)
- 1883 : École supérieure chimie physique électronique de Lyon (CPE Lyon)
- 1885 : Hautes études d'ingénieur
- 1887 : École nationale supérieure des industries chimiques de Nancy
- 1889 : École nationale supérieure des arts et industries textiles de Roubaix
- 1889 : École nationale supérieure de chimie de Montpellier
- 1890 : École d'ingénieurs de Marseille (Centrale Méditerranée)
- 1891 : École spéciale des travaux publics, du bâtiment et de l'industrie (ESTP)
- 1891 : École nationale supérieure de chimie et de physique de Bordeaux
- 1893 : École nationale supérieure des industries agricoles et alimentaires (AgroParisTech, Montpellier SupAgro)
- 1893 : École nationale supérieure de céramique industrielle (fusionnée dans ENSIL-ENSCI)
- 1894 : Institut de chimie de Lille (École nationale supérieure de chimie de Lille)
- 1894 : École supérieure d'électricité (Supélec)
- 1896 : Laboratoire de chimie pratique et industrielle (École nationale supérieure de chimie de Paris)
- 1898 : Institut Catholique des Arts et Métiers de Lille (Institut catholique d'arts et métiers)
- 1900 : École Catholique d'Arts et Métiers (ECAM Lyon)
- 1900 : Institut d'électrotechnique de Nancy (ENSEM)
- 1901 : École d'Ingénieur en Génie des Systèmes Industriels (EIGSI)
- 1901 : Institut électrotechnique de Grenoble  (Institut polytechnique de Grenoble)
- 1902 : École nationale supérieure d'agriculture coloniale (Montpellier SupAgro, CNEARC)
- 1902 : Institut de chronométrie et micromécaniques (ENSMM) de Besançon
- 1904 : École Breguet (École supérieure d'ingénieurs en électronique et électrotechnique de Paris)
- 1905 : École spéciale de mécanique et d'électricité (ESME Sudria)
- 1907 : Institut électrotechnique de Toulouse (ENSEEIHT)
- 1908 : École nationale supérieure de chimie de Clermont-Ferrand (ENSCCF)
- 1908 : Institut de géologie de Nancy (ENSG)
- 1908 : École pratique coloniale (ISTOM)
- 1909 : École supérieure d'aéronautique et de constructions mécaniques (SUPAERO puis ISAE-SUPAERO)
- 1917 : Institut d’optique appliquée (IOGS)
- 1917 : Institut chimique de Rouen (INSA Rouen Normandie)
- 1909 : Institut agricole de Toulouse (ENSAT)
- 1919 : École centrale de T.S.F. (ECE Paris)
- 1919 :  École nationale supérieure des Mines de Nancy
- 1919 : Institut polytechnique de l'Ouest (Centrale Nantes)
- 1919 : Institut technique de pratique agricole (ITPA) qui deviendra l'Esitpa
- 1920 : École de radiotélégraphie de Bordeaux (ENSEIRB)
- 1925 : École Polytechnique Féminine de Sceaux (EPF)
- 1925 : École supérieure des techniques aéronautiques et de construction automobile (ESTACA)
- 1928 : École nationale supérieure de mécanique et des microtechniques (ENSMM)

Une rationalisation des écoles habilitées à délivrer un diplôme d'ingénieur en France fut établie en 1934 par la Commission des titres d'ingénieur.

## Liste des plus anciennes écoles d'ingénieurs du monde francophone
- France : Collège maritime des Accoules (Marseille), créé en 1571
- Égypte : École d'ingénieurs de la citadelle du Caire, créée en 1815
- Belgique: Faculté polytechnique de Mons créée en 1836,
- Tunisie : École polytechnique du Bardo (Tunis), créée en 1840
- Suisse : École polytechnique fédérale de Lausanne créée en 1853
- Québec : Université McGill, Department of Mining Engineering (anglais) (1871), École des mines, de géologie et de métallurgie de Québec (1937) (Université Laval)
- Algérie : École nationale polytechnique d'Alger (1925)
- Maroc : École Mohammadia d'ingénieurs (1959)

## Habilitation des écoles d'ingénieurs auXXIesiècle
L’habilitation à délivrer le titre d'ingénieur diplômé est accordée pour une durée maximale de six ans, par arrêté du ministre chargé de l’Enseignement supérieur et, le cas échéant, du ou des ministres concernés, après évaluation des formations assortie d’un avis de la Commission des titres d'ingénieur.